# اکسل گراتیار
اکسل گراتیار (دانمارکی: Axel Graatkjær؛ ‏ ۱۹ ژانویهٔ ۱۸۸۵ – ۱۱ نوامبر ۱۹۶۹) یک فیلم‌بردار اهل دانمارک بود که در دوران طلایی سینمای دانمارک فعالیت داشت و بیشتر بابت آثارش در فیلم صامت شناخته می‌شود.
وی فیلمبردار محبوب کارگردانان دانمارکی آوگوست بلوم و اوربان گاد و همچنین ستارهٔ دانمارکی آستا نیلسن بود و طی دوران فعالیت حرفه‌ای‌اش، بیش از ۱۰۰ اثر سینمایی را فیلم‌برداری کرد.
از فیلم‌ها یا مجموعه‌های تلویزیونی که وی در آن‌ها نقش داشته‌است می‌توان به مرد پولادین، تونل، هملت، ارواح سرگردان و تاجر ونیزی اشاره نمود.